# The Glow
The Glow is het zevende album van Bonnie Raitt, dat werd uitgebrachtin 1979.
Na het succes van Sweet Forgiveness had platenlabel Warner Bros. Records hoge verwachtingen van Raitts nieuwe album, maar de critici waren niet enthousiast en de verkoopcijfers vielen tegen. The Glow eindigde op nummer 30 in de Pop Albums-hitlijst van het Amerikaanse blad Billboard, de single You're Gonna Get What's Coming kwam op 73 in de lijst met Pop Singles.

## Tracklist
1. "I Thank You" (Hayes, Porter) – 2:51
2. "Your Good Thing (Is About to End)" (Hayes, Porter) – 4:00
3. "Standin' by the Same Old Love" (Raitt) – 4:10
4. "Sleep's Dark and Silent Gate" (Browne) – 3:25
5. "The Glow" (Hildebrand) – 4:11
6. "Bye Bye Baby" (Wells) – 3:17
7. "The Boy Can't Help It" (Troup) – 3:39
8. "(I Could Have Been Your) Best Old Friend" (McMahon, Nelson) – 2:52
9. "You're Gonna Get What's Coming" (Palmer) – 3:32
10. "(Goin') Wild for You Baby" (Batteau, Snow) – 5:25

## Muzikanten
- Bonnie Raitt - gitaar, elektrische gitaar, zang, slidegitaar,
- Peter Asher - achtergrondzang
- Rosemary Butler - achtergrondzang
- Paul Butterfield - mondharmonica
- Kenny Edwards - achtergrondzang
- Freebo - basgitaar, achtergrondzang
- Fuller & Kaz - achtergrondzang
- Craig Fuller - achtergrondzang
- Bob Glaub - basgitaar
- Don Grolnick - piano, keyboard
- John Guerin - drums
- Danny Kortchmar - gitaar, elektrische gitaar, achtergrondzang
- Trevor Lawrence - saxofoon
- Maxayn Lewis - achtergrondzang
- Steve Madaio - trompet
- Bob Magnusson - basgitaar
- Rick Marotta - percussie, drums, koebel
- Bill Payne - synthesizer, piano, elektrische piano, oberheim
- David Sanborn - saxofoon (solo)
- J.D. Souther - achtergrondzang
- Waddy Wachtel - elektrische gitaar, achtergrondzang
- Larry Williams - saxofoon